# Andreas Eckert
Andreas Eckert (* 12. Februar 1964 in Bremen) ist ein deutscher Historiker und Afrikawissenschaftler. Nach einer Professur an der Universität Hamburg (2002–2007) lehrt er seit 2007 als Professor für die Geschichte Afrikas an der Humboldt-Universität zu Berlin.

## Leben und Wirken
Andreas Eckert legte 1982 das Abitur ab und studierte nach dem Zivildienst von 1985 bis 1990 Geschichte, Französisch und Journalistik an den Universitäten Hamburg, Yaoundé (Kamerun) und Aix-en-Provence. Mit einer von Leonhard Harding betreuten Arbeit über die Duala und die Kolonialmächte folgte 1990 der Magister an der Universität Hamburg. Mit der Arbeit Grundbesitz, Landkonflikte und kolonialer Wandel. Douala 1880–1960 wurde er 1995 bei Harding am Historischen Seminar in Hamburg in Mittlerer und Neuerer Geschichte promoviert. 
Von 1995 bis 1998 und von 2000 bis 2002 war er wissenschaftlicher Mitarbeiter am Seminar für Afrikawissenschaften der Humboldt-Universität zu Berlin (HU). Dazwischen war Eckert am Zentrum Moderner Orient tätig und hatte Lehraufträge an den Universitäten Hamburg (Historisches Seminar), Bremen (Studiengang Geschichte) und Leipzig (Institut für Afrikanistik). 2002 erfolgte die Habilitation an der HU Berlin mit einer Schrift über Afrikanische Bürokraten, staatliche Ordnung und Politik in Tansania 1920–1970 und er erhielt die Venia legendi für Neuere und Neueste Geschichte. 2002 und 2006 war er Directeur d’Études an der Maison des Sciences de l’Homme in Paris. Von 2002 bis 2007 lehrte Eckert als Professor für Neuere Geschichte mit Schwerpunkt Geschichte Afrikas an der Universität Hamburg. Von 2004 bis 2006 war Eckert Dekan des Fachbereichs Philosophie und Geschichte an der Universität Hamburg. Im Jahr 2007 war er visiting professor (Gastprofessor) an der Harvard University. Seit April 2007 lehrt Eckert als Professor für die Geschichte Afrikas an der Humboldt-Universität zu Berlin. Von 2008 bis 2009 war er Geschäftsführender Direktor des Instituts für Asien- und Afrikawissenschaften. Im Herbst 2009 übernahm Eckert die Leitung des vom Bundesministerium für Bildung und Forschung finanzierten geisteswissenschaftlichen Kollegs „Arbeit und Generation in globalhistorischer Perspektive“. Eckert ist Fellow der Royal Historical Society.
Seine Forschungsschwerpunkte sind die Geschichte Afrikas im 19. und 20. Jahrhundert, insbesondere die Geschichte des Staates, Urbanisierung, Widerstand, Historiographie, die Geschichte der Arbeit, die Geschichte des Kolonialismus, die Geschichte der Globalisierung sowie die Geschichte der Geschichtswissenschaft. In seiner 1999 veröffentlichten Dissertation befasste er sich am Beispiel der Kameruner Küstenmetropole Duala von der vorkolonialen Periode bis zur Dekolonisation mit den gesellschaftlichen Veränderungen und Transformationen. Seit 2012 ist er ordentliches Mitglied der Academia Europaea.

## Schriften (Auswahl)
Monographien
- Geschichte der Sklaverei. Von der Antike bis ins 21. Jahrhundert. Beck, München 2021, ISBN 978-3-406-76539-1.
- Herrschen und verwalten. Afrikanische Bürokraten, staatliche Ordnung und Politik in Tanzania, 1920–1970 (= Studien zur internationalen Geschichte. Bd. 16). Oldenbourg, München 2007, ISBN 978-3-486-57906-2 (Zugleich: Berlin, Humboldt-Universität, Habilitations-Schrift, 2002).
- Kolonialismus. Fischer-Taschenbuch-Verlag, Frankfurt am Main 2006, ISBN 978-3-596-15351-0.
- Grundbesitz, Landkonflikte und kolonialer Wandel. Douala 1880 bis 1960 (= Beiträge zur Kolonial- und Überseegeschichte. Bd. 70). Steiner, Stuttgart 1999, ISBN 3-515-06777-9 (Zugleich: Hamburg, Universität, Dissertation, 1995).
- Die Duala und die Kolonialmächte. Eine Untersuchung zu Widerstand, Protest und Protonationalismus in Kamerun vor dem Zweiten Weltkrieg (= Hamburger Studien zur afrikanischen Geschichte. Bd. 2). Lit, Münster 1991, ISBN 3-89473-095-1 (Zugleich: Hamburg, Universität, Magisterarbeit, 1990).

Herausgeberschaften
- Global Histories of Work. De Gruyter Oldenbourg, Berlin 2015, ISBN 978-3-11-043446-0.
- mit Ingeborg Grau und Arno Sonderegger: Afrika 1500–1900. Geschichte und Gesellschaft (= Edition Weltregionen. Bd. 19). Promedia, Wien 2010, ISBN 978-3-85371-303-7.
- Universitäten und Kolonialismus (= Jahrbuch für Universitätsgeschichte. Bd. 7). Steiner, Stuttgart 2004.